# 洞澤徹
洞澤 徹（ほらさわ とおる、Toru Horasawa、1971年（昭和46年）6月29日 - ）は、日本の作曲家。東京都出身。

## 人物
2002年頃からフリーで音楽制作を始める。ゲームミュージック、放送音楽からJ-POP まで幅広く音楽を手がける。アコースティック・ギターを軸にしたオーガニックな曲作りを得意とする。
明治大学卒業後、mana manaというフォーキーかつボッサな女性ボーカルユニットで作曲、ギターを担当。
2006年発売、philiarecordsのコンピレーション・アルバム『EasyLiving Vol.1』に楽曲「たとえば」で参加。2012年、男性二人組ユニット「The Bookmarcs」を結成。また個人としてギタリストとしてスーツケースローズ、ダリヤ等に参加。
音楽制作では日本テレビ「Oha!4 NEWS LIVE」の音楽を作曲、アーティストへの楽曲提供も行う傍ら、ドラマCD、ゲームミュージック・主題歌の作編曲を精力的に行う。
映画の音楽担当としては珍しく、2018年7月13日に、映画「一人の息子」の音楽担当として、映画上映後の舞台で、谷健二監督とトークショーを行う。

## 作品経歴
- パク・ヨンハ「覚めない夢」作曲
- 家庭教師ヒットマンリボーン クローム髑髏「涙の温度」作編曲
- 日本テレビ「Oha!4 NEWS LIVE」テーマほかBGM作曲
- 滝沢秀明
  - 「滝沢革命2010」BGM一部作曲
  - ソロコンサート一部アレンジ
- Hey! Say! JUMP
  - ライブBGM一部作曲
  - 「百花繚乱」作（共作）・編曲 （ジャニーズワールド）
- KinKi Kids コンサート 序曲（共同編曲）
- A.B.C-Z 2013 Twinkle×2 Star Tour 代々木第一体育館コンサート Overture 作曲・編曲
- 関西ジャニーズJr 舞台「Another」BGM1曲作曲
- たなかりか「Halfmoon Afternoon」（アルバム「Japanese Songbook」ポニーキャニオン 収録）「Happiness in life」「My Melody」（積和不動産中部CM）作曲
- 真・三國無双7 キャラクターソング集「蜀」収録「HeartBeat」歌：関興（CV：島﨑信長）作曲・編曲
- 乃木坂46 コンサートBGM一部 2015年

### 映画音楽
- 「こもれび」音楽（2010年、小澤雅人監督） 上海国際映画祭（中国）正式招待
- 「風切羽」音楽（2013年公開、小澤雅人監督） 全州国際映画祭（韓国）インターナショナル・コンペティション部門・作品賞（Best Picture Prize）受賞
- 「奴隷区」一部音楽（2014年公開、佐藤佐吉監督）
- 「さとるだよ」（2015年）（監督：谷健二 出演：黒羽麻璃央、杉江大志、土井一海、荒牧慶彦、小篠恵奈、岡本あずさ、Bro.TOM）
- 「U-31」[3] - （監督：谷健二 出演：馬場良馬、中村優一、谷村美月、勝村政信、大杉漣、根本正勝、中村誠治郎、岩永洋昭、高崎翔太、富山えり子、平畠啓史）
  - 【沖縄国際映画祭にて上映】2016年4月23日
- 「一人の息子」[4] - （監督：谷健二 出演：馬場良馬、玉城裕規、水崎綾女、篠原篤、根本正勝、関口アナム、高崎翔太、三城千咲、森本のぶ 、三坂知絵子、弓削智久、竹下景子）
  - 【高崎映画祭にて上映】2018年4月7日

## 受賞
- 2005年「キーボード・マガジン主催アレンジ・コンテスト」にて優秀賞受賞。